# Val de San Vicente
Val de San Vicente ist eine Gemeinde in der spanischen Autonomen Region Kantabrien. 

## Geografie
Val de San Vicente ist die westlichste Gemeinde an der kantabrischen Küste. Sie grenzt im Norden an den Golf von Biskaya, im Westen an die asturische Gemeinde Ribadedeva, im Süden an Herrerías und im Osten an San Vicente de la Barquera. Die Stadt befindet sich an der Mündung der Flüsse Deva und Nansa.

## Ortsteile
- Abañillas
- Estrada
- Helgueras
- Luey
- Molleda
- Moñorrodero
- Pechon
- Val de San Vicente
- Prellezo
- Prio
- San Pedro de las Baheras
- Sordio
- Unquera

## Bevölkerungsentwicklung
| 1842 | 1900 | 1950 | 1981 | 1991 | 2001 | 2011 |
| ---- | ---- | ---- | ---- | ---- | ---- | ---- |
| 1812 | 2796 | 3028 | 2472 | 2561 | 2604 | 2827 |

## Wirtschaft
Die Haupteinnahmequelle der Gemeinde ist der Tourismus. Daneben spielt die Lebensmittelindustrie eine Rolle mit den "corbatas", einem traditionellen Blätterteiggebäck. Je nach Gebiet innerhalb Kantabriens ist das Gebäck unter einem anderen Namen bekannt, wie "Polkas" in Torrelavega und "Sacristanes" in Liérganes.